# Challenger de Tigre 2022 - Doppio
Questa è stata la prima edizione di questo torneo.
In finale Conner Huertas Del Pino e Mats Rosenkranz hanno approfittato del ritiro di Matías Franco Descotte e Facundo Díaz Acosta sul punteggio di 5-6.

## Teste di serie
1. Hernán Casanova /  Alexander Merino (quarti di finale)
2. Luciano Darderi /  Juan Bautista Torres (primo turno)

1. Guido Andreozzi /  Tomás Lipovšek (quarti di finale)
2. Daniel Dutra da Silva /  Mariano Kestelboim (quarti di finale)

## Wildcard
1. Gianluca Citadini /  Nicolas Eli (primo turno)

1. Juan Manuel La Serna /  Lautaro Midon (semifinale, ritirati)

## Tabellone

### Legenda
| - Q = Qualificato - WC = Wild card - LL = Lucky loser | - ALT = Alternate - SE = Special Exempt - PR = Protected Ranking | - w/o = Walkover - r = Ritirato - d = Squalificato |

|  | Primo turno | Primo turno                     | Primo turno                     | Primo turno         | Primo turno         |  |  | Quarti di finale | Quarti di finale                | Quarti di finale             | Quarti di finale          | Quarti di finale          |                           |     | Semifinali | Semifinali                      | Semifinali                      | Semifinali                      | Semifinali                |                           |    | Finale | Finale | Finale | Finale | Finale |  |
|  |             |                                 |                                 |                     |                     |  |  |                  |                                 |                              |                           |                           |                           |     |            |                                 |                                 |                                 |                           |                           |    |        |        |        |        |        |  |
|  | 1           | H Casanova A Merino             | H Casanova A Merino             | H Casanova A Merino | H Casanova A Merino |  |  |                  |                                 |                              |                           |                           |                           |     |            |                                 |                                 |                                 |                           |                           |    |        |        |        |        |        |  |
|  |             |                                 |                                 |                     |                     |  |  | 1                | H Casanova A Merino             | 4                            | 7                         | [6]                       |                           |     |            |                                 |                                 |                                 |                           |                           |    |        |        |        |        |        |  |
|  |             | W Leite G Villanueva            | W Leite G Villanueva            | 3                   | 3                   |  |  |                  | C Huertas Del Pino M Rosenkranz | 6                            | 6(1)                      | [10]                      |                           |     |            |                                 |                                 |                                 |                           |                           |    |        |        |        |        |        |  |
|  |             | C Huertas Del Pino M Rosenkranz | C Huertas Del Pino M Rosenkranz | 6                   | 6                   |  |  |                  |                                 |                              |                           |                           |                           |     |            | C Huertas Del Pino M Rosenkranz | C Huertas Del Pino M Rosenkranz | C Huertas Del Pino M Rosenkranz | w/o                       |                           |    |        |        |        |        |        |  |
|  | 4           | D Dutra da Silva M Kestelboim   | D Dutra da Silva M Kestelboim   | 7                   | 6                   |  |  |                  |                                 | WC                           | JM La Serna L Midon       | JM La Serna L Midon       | JM La Serna L Midon       |     |            |                                 |                                 |                                 |                           |                           |    |        |        |        |        |        |  |
|  |             | S Kirchheimer N Rubin           | S Kirchheimer N Rubin           | 6(3)                | 2                   |  |  | 4                | D Dutra da Silva M Kestelboim   | 6(6)                         | 6                         | [8]                       |                           |     |            |                                 |                                 |                                 |                           |                           |    |        |        |        |        |        |  |
|  | WC          | G Citadini N Eli                | G Citadini N Eli                | 5                   | 4                   |  |  | WC               | JM La Serna L Midon             | 7                            | 4                         | [10]                      |                           |     |            |                                 |                                 |                                 |                           |                           |    |        |        |        |        |        |  |
|  | WC          | JM La Serna L Midon             | JM La Serna L Midon             | 7                   | 6                   |  |  |                  |                                 |                              |                           |                           |                           |     |            | C Huertas Del Pino M Rosenkranz | C Huertas Del Pino M Rosenkranz | C Huertas Del Pino M Rosenkranz | 5                         |                           |    |        |        |        |        |        |  |
|  |             | P Boscardin Dias J Pereira      | P Boscardin Dias J Pereira      | 6(2)                | 2                   |  |  |                  |                                 |                              |                           |                           |                           |     |            |                                 |                                 | MF Descotte F Díaz Acosta       | MF Descotte F Díaz Acosta | MF Descotte F Díaz Acosta | 5r |        |        |        |        |        |  |
|  |             | RA Burruchaga JF Vidal Azorín   | RA Burruchaga JF Vidal Azorín   | 7                   | 6                   |  |  |                  | RA Burruchaga JF Vidal Azorín   | 6(5)                         | 6                         | [10]                      |                           |     |            |                                 |                                 |                                 |                           |                           |    |        |        |        |        |        |  |
|  |             | G Lama N Moreno de Alboran      | G Lama N Moreno de Alboran      | 4                   | 2                   |  |  | 3                | G Andreozzi T Lipovšek          | 7                            | 4                         | [5]                       |                           |     |            |                                 |                                 |                                 |                           |                           |    |        |        |        |        |        |  |
|  | 3           | G Andreozzi T Lipovšek          | G Andreozzi T Lipovšek          | 6                   | 6                   |  |  |                  |                                 |                              |                           |                           |                           |     |            | RA Burruchaga JF Vidal Azorín   | RA Burruchaga JF Vidal Azorín   | RA Burruchaga JF Vidal Azorín   |                           |                           |    |        |        |        |        |        |  |
|  |             | L Aboian JP Paz                 | L Aboian JP Paz                 | 4                   | 3                   |  |  |                  |                                 |                              | MF Descotte F Díaz Acosta | MF Descotte F Díaz Acosta | MF Descotte F Díaz Acosta | w/o |            |                                 |                                 |                                 |                           |                           |    |        |        |        |        |        |  |
|  |             | F Juárez S Rodríguez Taverna    | F Juárez S Rodríguez Taverna    | 6                   | 6                   |  |  |                  | F Juárez S Rodríguez Taverna    | F Juárez S Rodríguez Taverna | 3                         | 6(2)                      |                           |     |            |                                 |                                 |                                 |                           |                           |    |        |        |        |        |        |  |
|  |             | MF Descotte F Díaz Acosta       | MF Descotte F Díaz Acosta       | 6                   | 6                   |  |  |                  | MF Descotte F Díaz Acosta       | MF Descotte F Díaz Acosta    | 6                         | 7                         |                           |     |            |                                 |                                 |                                 |                           |                           |    |        |        |        |        |        |  |
|  | 2           | L Darderi JB Torres             | L Darderi JB Torres             | 1                   | 2                   |  |  |                  |                                 |                              |                           |                           |                           |     |            |                                 |                                 |                                 |                           |                           |    |        |        |        |        |        |  |